# 306128 Pipher
306128 Pipher è un asteroide della fascia principale. Scoperto nel 2010, presenta un'orbita caratterizzata da un semiasse maggiore pari a 3,0870008 UA e da un'eccentricità di 0,0817460, inclinata di 8,53177° rispetto all'eclittica.